# Jerome Seymour Bruner
Jerome Seymour Bruner (1 d'octubre de 1915 - 5 de juny de 2016) va ser un psicòleg estatunidenc que va fer importants contribucions a la psicologia cognitiva i a les teories sobre l'aprenentatge en psicologia de l'educació.

## Biografia i carrera professional
Bruner era investigador i professor de la New York University School of Law. Les idees de Bruner estan basades en la categorització. Per aquest autor, percebre, conceptualitzar, aprendre o prendre decisions són activitats que impliquen categoritzar. Segons Bruner, les persones interpreten el món en termes d'igualtats i diferències i suggereix un sistema de codificació pel qual les persones formen organitzacions jeràrquiques de categories relacionades, com en la taxonomia de Bloom.
També va suggerir que hi havia dues maneres de pensament: el pensament narratiu i el pensament pragmàtic. El pensament narratiu és seqüencial, orientat per l'acció i guiat pels detalls. El pensament pragmàtic transcendeix les particularitats per assolir un pensament sistemàtic i categòric.
En la seva recerca sobre el desenvolupament dels infants (1966), Bruner va proposar tres maneres de representació: representació enactiva (basada en el pensament) representació icònica (basada en imatges) i representació simbòlica (basada en el llenguatge). Aquestes maneres de representar no es troben per separat sinó que estan integrades i les unes es tradueixen en les altres. D'aquesta manera, quan fem un nou aprenentatge, el coneixement primer es representa de forma enactiva, posteriorment icònica i finalment en forma simbòlica. La manera més efectiva de retenir aquesta adquisició és l'anomenat aprenentatge per descobriment, de manera que es pugui copsar el nou coneixement d'una forma pròpia i autònoma.
Va desenvolupar el model teòric proposat per Vigotsky. Però la seva formulació teòrica era una mica més específica. Va proposar dos conceptes principals: format i bastida. Els formats són interaccions rutinitzades, repetides i amb un alt grau de predicció, que es donen entre nens petits i els adults que els envolten. En seria un exemple la lectura de contes. Les bastides són ajudes que els adults donen als nens que aprenen i que els permeten seguir avançant. Són ajuts que al nen li permeten anar assolint nivells més alts de desenvolupament i que progressivament van desapareixent (igual que una bastida en una obra, que tal com aquesta avança és menys necessària).

### Llibres
- A Study of Thinking (1956)
- The Process of Education, Harvard University Press Arxivat 2008-11-05 a Wayback Machine. (1960)
- Toward a Theory of Instruction, Harvard University Press Arxivat 2009-07-19 a Wayback Machine. (1966)
- Studies in Cognitive Growth (1966)
- Processes of Cognitive Growth: Infancy (1968)
- Beyond the Information Given (1973)
- On Knowing: Essays for the Left Hand, Harvard University Press Arxivat 2009-10-12 a Wayback Machine. (1979)
- Child's Talk: Learning to Use Language (1983)
- Actual Minds, Possible Worlds, Harvard University Press Arxivat 2009-10-16 a Wayback Machine. (1985)
- The Mind of a Mnemonist: A Little Book about a Vast Memory, Harvard University Press Arxivat 2009-10-26 a Wayback Machine. (1987)
- Acts of Meaning, Harvard University Press Arxivat 2009-06-03 a Wayback Machine. (1990)
- The Culture of Education, Harvard University Press Arxivat 2009-01-04 a Wayback Machine. (1996)
- Minding the Law, Harvard University Press Arxivat 2009-10-16 a Wayback Machine. (2000)
- Making Stories: Law, Literature, Life, Harvard University Press Arxivat 2009-12-04 a Wayback Machine. (2003)

### Articles
- Bruner, J. S. & Goodman, C. C. (1947). Value and need as organizing factors in perception. Journal of Abnormal Social Psychology, 42, 33-44. Disponible a Classics in the History of Psychology archive.
- Bruner, J. S. & Postman, L. (1947). Tension and tension-release as organizing factors in perception. Journal of Personality, 15, 300-308.
- Bruner, J. S. & Postman, L. (1949). On the perception of incongruity: A paradigm. Journal of Personality, 18, 206-223. Dsponible a Classics in the History of Psychology archive.
- Wood, D., Bruner, J., & Ross, G. (1976). The role of tutoring in problem solving. Journal of child psychology and psychiatry, 17, 89-100. (Tracta el concepte de Teoria de la Bastida.)
- "The Narrative Construction of Reality" (1991). Critical Inquiry, 18:1, 1-21.
- Shore, Bradd. (1997). Keeping the Conversation Going. Ethos, 25:1, 7-62. Disponible a JSTOR.
- Mattingly, C., Lutkehaus, N. C. & Throop, C. J. (2008). Bruner's Search for Meaning: A Conversation between Psychology and Anthropology. Ethos, 36, 1-28. Disponible a Blackwell Synergy.[Enllaç no actiu]
- Gràcia Garcia, Marta (1999). Interacció social en contextos naturals i desenvolupament de la comunicació i el llenguatge: aspectes teòrics. Suports, vol.3, núm.1, pp.6-18. Disponible a http://www.raco.cat/index.php/Suports/article/view/101923/141897